# Biatlo na Universíada de Inverno de 2009
As competições de biatlo na Universíada de Inverno de 2009 serão disputadas no Resort de esqui Maoer Mountain em Harbin, China entre 21 e 28 de fevereiro de 2009.

## Calendário
| Biatlo                            | Fevereiro | Fevereiro | Fevereiro | Fevereiro | Fevereiro | Fevereiro | Fevereiro | Fevereiro | Fevereiro | Fevereiro | Fevereiro | Fevereiro |
| Biatlo                            | 17        | 18        | 19        | 20        | 21        | 22        | 23        | 24        | 25        | 26        | 27        | 28        |
| --------------------------------- | --------- | --------- | --------- | --------- | --------- | --------- | --------- | --------- | --------- | --------- | --------- | --------- |
| Individual 20km - masculino       |           |           |           |           | 1         |           |           |           |           |           |           |           |
| Sprint 10km - masculino           |           |           |           |           |           |           |           | 1         |           |           |           |           |
| Perseguição 12,5km - masculino    |           |           |           |           |           |           |           |           | 1         |           |           |           |
| Saídas em massa 15km - masculino  |           |           |           |           |           |           |           |           |           |           |           | 1         |
| Individual 15km - feminino        |           |           |           |           | 1         |           |           |           |           |           |           |           |
| Sprint 7,5km - feminino           |           |           |           |           |           |           |           | 1         |           |           |           |           |
| Perseguição 10km - feminino       |           |           |           |           |           |           |           |           | 1         |           |           |           |
| Saídas em massa 12,5km - feminino |           |           |           |           |           |           |           |           |           |           |           | 1         |
| Equipe - misto                    |           |           |           |           |           |           |           |           |           |           | 1         |           |

|  | Treino não oficial |  | Treino oficial |  | Dia de competição |  | Dia de final |

## Medalhistas
Esses foram os resultados dos medalhistas:
| Evento                          | Ouro                  | Ouro    | Prata                 | Prata   | Bronze                   | Bronze  |
| ------------------------------- | --------------------- | ------- | --------------------- | ------- | ------------------------ | ------- |
| Individual 20 km - masculino    | RUS Artem Gusev       | 56m53s4 | FRA Remy Borgeot      | 57m04s8 | UKR Serhiy Semenov       | 58m31s9 |
| Sprint 10 km - masculino        | RUS Artem Gusev       | 25m44s6 | UKR Oleg Berezhnoy    | 25m46s5 | CZE Jaroslav Soukup      | 26m11s9 |
| Perseguição 12,5 km - masculino | UKR Oleg Berezhnoy    | 33m47s3 | RUS Artem Gusev       | +1m12s9 | CZE Jaroslav Soukup      | +1m17s2 |
| Individual 15 km - feminino     | RUS Anna Kunaeva      | 51m46s1 | RUS Nadezhda Chastina | 52m28s1 | GER Franziska Hildebrand | 52m46s8 |
| Sprint 7,5 km - feminino        | RUS Nadezhda Chastina | 22m49s0 | RUS Marina Korovina   | 23m00s9 | POL Agnieszka Grzybek    | 23m04s9 |

## Quadro de medalhas
| Ordem | País         | Medalha de ouro | Medalha de prata | Medalha de bronze |    |
| ----- | ------------ | --------------- | ---------------- | ----------------- | -- |
| 1     | RUS Rússia   | 4               | 3                |                   | 7  |
| 2     | UKR Ucrânia  | 1               | 1                | 1                 | 3  |
| 3     | FRA França   |                 | 1                |                   | 1  |
| 4     | CZE Chéquia  |                 |                  | 2                 | 2  |
| 5     | GER Alemanha |                 |                  | 1                 | 1  |
|       | POL Polônia  |                 |                  | 1                 | 1  |
| TOTAL | TOTAL        | 5               | 5                | 5                 | 15 |

## Masculino

### Individual 20km
Esses são os resultados:
| Posição | Atleta                  | Tempo de esqui | Penali- dades | Resultado final |
| ------- | ----------------------- | -------------- | ------------- | --------------- |
|         | RUS Artem Gusev         | 51m53s4        | 5             | 56m53s4         |
|         | FRA Remy Borgeot        | 56m04s8        | 1             | 57m04s8         |
|         | UKR Serhiy Semenov      | 52m31s9        | 6             | 58m31s9         |
| 4       | RUS Alexey Trusov       | 53m17s8        | 6             | 59m17s8         |
| 5       | BLR Sergey Dashkevich   | 55m24s5        | 4             | 59m24s5         |
| 6       | RUS Maksim Ikhsanov     | 54m31s0        | 5             | 59m31s0         |
| 7       | RUS Victor Krivankov    | 54m33s1        | 5             | 59m33s1         |
| 8       | UKR Oleg Berezhnoy      | 52m56s5        | 7             | 59m56s5         |
| 9       | CAN Francois Leboeuf    | 55m26s6        | 5             | 1h00m26s6       |
| 10      | POL Lukasz Witek        | 56m47s3        | 4             | 1h00m47s3       |
| 11      | RUS Oleg Shelkovenko    | 54m10s3        | 7             | 1h01m10s3       |
| 12      | UKR Artem Pryma         | 55m15s2        | 6             | 1h01m15s2       |
| 13      | BLR Igor Matlakhov      | 54m42s3        | 7             | 1h01m42s3       |
| 14      | BLR Igor Tabola         | 55m46s2        | 6             | 1h01m46s2       |
| 15      | UKR Vitaliy Kilchytskyy | 53m56s2        | 8             | 1h01m56s2       |
| 16      | CAN Maxime Leboeuf      | 56m15s3        | 6             | 1h02m15s3       |
| 17      | CHN Li Huanjie          | 58m19s7        | 4             | 1h02m19s7       |
| 18      | RUS Sergey Balandin     | 53m28s9        | 9             | 1h02m28s9       |
| 19      | FRA Yann Guigonnet      | 56m32s3        | 6             | 1h02m32s3       |
| 20      | UKR Andriy Vozniak      | 55m32s9        | 8             | 1h03m32s9       |
| 21      | CZE Lukas Kobr          | 56m56s1        | 7             | 1h03m56s1       |
| 22      | CAN Patrick Cote        | 56m05s0        | 8             | 1h04m05s0       |
| 23      | BLR Vadim Tsvetau       | 57m21s2        | 7             | 1h04m21s2       |
| 24      | CHN Li Zhiguang         | 56m56s2        | 9             | 1h05m56s2       |
| 25      | BLR Uladzimir Lektarau  | 57m56s9        | 8             | 1h05m56s9       |
| 26      | UKR Oleksandr Batiuk    | 52m58s5        | 13            | 1h05m58s5       |
| 27      | CAN Alexandre Dumond    | 1h00m25s4      | 6             | 1h06m25s4       |
| 28      | CAN David Johns         | 59m27s8        | 8             | 1h07m27s8       |
| 29      | CZE Pavel Suchanek      | 56m30s0        | 11            | 1h07m30s0       |
| 30      | KOR Hyo-Peom Park       | 59m49s9        | 8             | 1h07m49s9       |
| 31      | POL Grzegorz Bril       | 56m03s5        | 13            | 1h09m03s5       |
| 32      | KOR Han Wool Kim        | 1h02m10s9      | 10            | 1h12m10s9       |
| 33      | SRB Admir Hodzic        | 1h00m37s8      | 13            | 1h13m37s8       |
| 34      | CHN Song Xujia          | 1h01m08s4      | 13            | 1h14m08s4       |
| 35      | CHN Zhang Long          | 1h03m25s8      | 11            | 1h14m25s8       |
| 36      | KOR Su Young Lee        | 1h00m39s2      | 16            | 1h16m39s2       |
|         | CAN Stuart Lodge        | DNS            |               |                 |

### Sprint 10km
Esses são os resultados:
| Posição | Atleta                  | Resultado final |
| ------- | ----------------------- | --------------- |
|         | RUS Artem Gusev         | 25m44s6         |
|         | UKR Oleg Berezhnoy      | 25m46s5         |
|         | CZE Jaroslav Soukup     | 26m11s9         |
| 4       | RUS Alexey Trusov       | 26m22s3         |
| 5       | RUS Sergey Balandin     | 26m28s8         |
| 6       | UKR Oleksandr Kolos     | 26m50s2         |
| 7       | CAN Patrick Cote        | 26m57s6         |
| 8       | CAN Francois Leboeuf    | 27m15s3         |
| 9       | UKR Anton Yunak         | 27m27s7         |
| 10      | RUS Alexander Ogarkov   | 27m31s3         |
| 11      | SVK Miroslav Matiasko   | 27m34s8         |
| 12      | RUS Evgeniy Garanichev  | 27m38s9         |
| 13      | FRA Remy Borgeot        | 27m43s4         |
| 14      | CZE Pavel Suchanek      | 27m44s9         |
| 15      | BLR Igor Tabola         | 27m55s6         |
| 16      | POL Grzegorz Bril       | 27m56s4         |
| 17      | CHN Li Zhonghai         | 27m58s1         |
| 18      | BLR Sergey Dashkevich   | 28m01s9         |
| 19      | UKR Vitaliy Kilchytskyy | 28m05s2         |
| 20      | BLR Vadim Tsvetau       | 28m07s7         |
| 21      | UKR Artem Pryma         | 28m11s6         |
| 22      | RUS Oleg Shelkovenko    | 28m14s5         |
| 23      | FRA Yann Guigonnet      | 28m20s5         |
| 24      | CZE Lukas Kobr          | 28m27s5         |
| 25      | BLR Uladzimir Lektarau  | 28m28s1         |
| 26      | BLR Igor Matlakhov      | 28m36s9         |
| 27      | CAN Maxime Leboeuf      | 28m37s6         |
| 28      | CAN David Johns         | 28m48s3         |
| 29      | POL Sebastian Witek     | 28m58s2         |
| 30      | POL Lukasz Witek        | 29m06s2         |
| 31      | CHN Chen Haibin         | 29m07s2         |
| 32      | CHN Li Huanjie          | 29m40s1         |
| 33      | CAN Alexandre Dumond    | 29m48s5         |
| 34      | SRB Admir Hodzic        | 30m02s3         |
| 35      | KOR Hyo-Peom Park       | 30m07s2         |
| 36      | BLR Artsiom Leshchenko  | 30m07s4         |
| 37      | UKR Serhiy Semenov      | 30m34s1         |
| 38      | KOR Han Wool Kim        | 31m51s5         |
| 39      | KOR Su Young Lee        | 31m53s2         |
| 40      | CHN Song Xujia          | 32m11s2         |
| 41      | CHN Li Zhiguang         | 32m46s9         |
| 42      | TUR Ayhan Arslan        | 33m14s2         |
| 43      | TUR Fatih Yuksel        | 33m29s9         |
| 44      | TPE Liu Yung-Chien      | 43m34s0         |

### Perseguição 12,5km
Esses são os resultados:
| Posição | Atleta                  | Início após | Penali- dades | Resultado final |
| ------- | ----------------------- | ----------- | ------------- | --------------- |
|         | UKR Oleg Berezhnoy      | 0m02        | 1             | 33m47s3         |
|         | RUS Artem Gusev         | 0m00        | 8             | +1m12s9         |
|         | CZE Jaroslav Soukup     | 0m27        | 3             | +1m17s2         |
| 4       | RUS Sergey Balandin     | 0m44        | 5             | +1m52s5         |
| 5       | RUS Alexey Trusov       | 0m38        | 6             | +2m02s5         |
| 6       | UKR Anton Yunak         | 1m43        | 2             | +2m16s2         |
| 7       | UKR Oleksandr Kolos     | 1m06        | 5             | +2m23s6         |
| 8       | UKR Artem Pryma         | 2m27        | 0             | +2m36s0         |
| 9       | CAN Patrick Cote        | 1m13        | 3             | +3m06s3         |
| 10      | SVK Miroslav Matiasko   | 1m50        | 4             | +3m21s6         |
| 11      | BLR Sergey Dashkevich   | 2m17        | 2             | +3m31s3         |
| 12      | RUS Evgeniy Garanichev  | 1m54        | 8             | +3m41s5         |
| 13      | CAN Francois Leboeuf    | 1m31        | 5             | +3m44s2         |
| 14      | RUS Alexander Ogarkov   | 1m47        | 7             | +4m06s9         |
| 15      | FRA Remy Borgeot        | 1m59        | 4             | +4m20s0         |
| 16      | UKR Vitaliy Kilchytskyy | 2m21        | 5             | +4m35s7         |
| 17      | FRA Yann Guigonnet      | 2m36        | 2             | +4m37s1         |
| 18      | CZE Lukas Kobr          | 2m43        | 2             | +4m38s9         |
| 19      | POL Sebastian Witek     | 3m14        | 4             | +5m28s9         |
| 20      | POL Grzegorz Bril       | 2m12        | 7             | +5m38s4         |
| 21      | BLR Igor Tabola         | 2m11        | 6             | +5m50s9         |
| 22      | BLR Vadim Tsvetau       | 2m23        | 4             | +6m21s3         |
| 23      | BLR Uladzimir Lektarau  | 2m44        | 4             | +6m27s3         |
| 24      | CHN Chen Haibin         | 3m23        | 4             | +6m27s7         |
| 25      | RUS Oleg Shelkovenko    | 2m30        | 9             | +6m36s7         |
| 26      | BLR Igor Matlakhov      | 2m52        | 8             | +6m48s1         |
| 27      | CAN David Johns         | 3m04        | 3             | +7m02s0         |
| 28      | CAN Maxime Leboeuf      | 2m53        | 8             | +7m20s7         |
| 29      | POL Lukasz Witek        | 3m22        | 7             | +7m35s3         |
| 30      | CHN Li Zhonghai         | 2m14        | 10            | +8m06s2         |
| 31      | BLR Artsiom Leshchenko  | 4m23        | 3             | +9m17s0         |
| 32      | CHN Li Huanjie          | 3m56        | 5             | +9m43s8         |
| 33      | CAN Alexandre Dumond    | 4m04        | 4             | +10m03s3        |
| 34      | SRB Admir Hodzic        | 4m18        | 6             | +11m17s4        |
| 35      | CHN Li Zhiguang         | 7m02        | 5             | +12m01s2        |
| 36      | KOR Park Hyo-Peom       | 4m23        | 9             | +13m16s7        |
| 37      | KOR Lee Su Young        | 6m09        | 10            | +14m18s1        |
| 38      | CHN Song Xujia          | 6m27        | 13            | +16m41s1        |
|         | CZE Pavel Suchanek      | 2m00        |               | DNS             |
|         | UKR Serhiy Semenov      | 4m50        |               | DNS             |
|         | KOR Kim Han Wool        | 6m07        |               | DNS             |
|         | TUR Ayhan Arslan        | 7m30        |               | DNS             |
|         | TUR Fatih Yuksel        | 7m45        |               | DNS             |
|         | TPE Liu Yung-Chien      | 17m49       |               | DNS             |

## Feminino

### Individual 15km
Esses são os resultados:
| Posição | Atleta                        | Tempo de esqui | Penali- dades | Resultado final |
| ------- | ----------------------------- | -------------- | ------------- | --------------- |
|         | RUS Anna Kunaeva              | 48m46s1        | 3             | 51m46s1         |
|         | RUS Nadezhda Chastina         | 49m28s1        | 3             | 52m28s1         |
|         | GER Franziska Hildebrand      | 51m46s8        | 1             | 52m46s8         |
| 4       | UKR Inna Suprun               | 48m19s5        | 5             | 53m19s5         |
| 5       | RUS Evgeniya Sedova           | 49m19s3        | 5             | 54m19s3         |
| 6       | RUS Natalia Egoshina          | 49m03s3        | 6             | 55m03s3         |
| 7       | CHN Wu Jun                    | 51m22s4        | 4             | 55m22s4         |
| 8       | POL Magdalena Nykiel          | 51m14s8        | 5             | 56m14s8         |
| 9       | RUS Irina Maximova            | 49m15s1        | 7             | 56m15s1         |
| 10      | GER Stefanie Hildebrand       | 53m35s1        | 3             | 56m35s1         |
| 11      | BLR Vera Kalbianok            | 52m57s2        | 4             | 56m57s2         |
| 12      | BLR Anna Tsvetova             | 52m07s4        | 5             | 57m07s4         |
| 13      | CHN Tan Xiaoxia               | 52m14s6        | 5             | 57m14s6         |
| 14      | UKR Lyudmyla Zhyber           | 52m30s4        | 5             | 57m30s4         |
| 15      | UKR Lyudmyla Pysarenko        | 51m33s2        | 6             | 57m33s2         |
| 16      | FRA Laure Bosc                | 54m36s0        | 3             | 57m36s0         |
| 17      | ESP Hernandez Victoria Padial | 52m53s2        | 5             | 57m53s2         |
| 18      | BLR Natalia Gaiduk            | 53m24s3        | 5             | 58m24s3         |
| 19      | CHN Liu Liming                | 51m41s4        | 7             | 58m41s4         |
| 20      | CHN Xu Yinghui                | 50m55s7        | 8             | 58m55s7         |
| 21      | UKR Valentyna Shestak         | 52m12s4        | 7             | 59m12s4         |
| 22      | FRA Anais Bescond             | 53m35s2        | 6             | 59m35s2         |
| 23      | UKR Nina Karasevych           | 50m44s9        | 9             | 59m44s9         |
| 24      | CHN Li Yang                   | 52m06s5        | 8             | 1h00m06s5       |
| 25      | CZE Veronika Horejsi          | 52m34s3        | 8             | 1h00m34s3       |
| 26      | CZE Zuzana Likarova           | 54m31s2        | 7             | 1h01m31s2       |
| 27      | UKR Hanna Kulak               | 53m31s9        | 8             | 1h01m31s9       |
| 28      | BLR Karina Savosik            | 53m54s1        | 9             | 1h02m54s1       |
| 29      | BLR Iryna Babetskaya          | 52m35s0        | 11            | 1h03m35s0       |
| 30      | CAN Alicia Hurley             | 59m38s2        | 4             | 1h03m38s2       |
| 31      | KOR Jung-Lim Dong             | 56m01s9        | 12            | 1h08m01s9       |
| 32      | CAN Jytte Apel                | 1h06m36s0      | 3             | 1h09m36s0       |
| 33      | KOR Seon-Su Kim               | 57m21s8        | 13            | 1h10m21s8       |
| 34      | KOR Mun Hee Choi              | 1h01m18s5      | 11            | 1h12m18s5       |
| 35      | CAN Kathryn Stone             | 1h00m54s9      | 12            | 1h12m54s9       |
| 36      | CAN Tatiana Vukadinovic       | 1h05m58s5      | 9             | 1h14m58s5       |
| 37      | SRB Branka Kuzeljevic         | 1h06m14s5      | 13            | 1h19m14s5       |

### Sprint 7,5km
Esses são os resultados:
| Posição | Atleta                        | Resultado final |
| ------- | ----------------------------- | --------------- |
|         | RUS Nadezhda Chastina         | 22m49s0         |
|         | RUS Marina Korovina           | 23m00s9         |
|         | POL Agnieszka Grzybek         | 23m04s9         |
| 4       | POL Krystyna Palka            | 23m13s1         |
| 5       | RUS Anna Kunaeva              | 23m13s5         |
| 6       | POL Magdalena Nykiel          | 23m18s5         |
| 7       | POL Paulina Bobak             | 23m23s4         |
| 8       | CHN Song Chaoqing             | 23m36s9         |
| 9       | UKR Lyudmyla Zhyber           | 23m44s7         |
| 10      | UKR Inna Suprun               | 23m52s8         |
| 11      | RUS Evgeniya Sedova           | 23m53s6         |
| 12      | CHN Liu Yuan-Yuan             | 23m54s3         |
| 13      | POL Weronika Novakowska       | 23m55s8         |
| 14      | GER Franziska Hildebrand      | 24m01s9         |
| 15      | BLR Iryna Babetskaya          | 24m06s6         |
| 16      | RUS Natalia Egoshina          | 24m08s2         |
| 17      | CHN Liu Liming                | 24m11s4         |
| 18      | FRA Laure Bosc                | 24m16s1         |
| 19      | UKR Valentyna Shestak         | 24m30s6         |
| 20      | FRA Anais Bescond             | 24m31s6         |
| 21      | CHN Wu Jun                    | 24m35s4         |
| 22      | UKR Lyudmyla Pysarenko        | 24m46s7         |
| 23      | RUS Anna Sorokina             | 24m58s6         |
| 24      | BLR Anna Tsvetova             | 25m06s8         |
| 25      | CZE Zuzana Likarova           | 25m32s1         |
| 26      | BLR Karina Savosik            | 25m33s4         |
| 27      | CZE Veronika Horejsi          | 25m36s7         |
| 28      | CHN Tang Jialin               | 25m41s6         |
| 29      | ESP Hernandez Victoria Padial | 25m46s2         |
| 30      | UKR Anna Frolova              | 25m55s9         |
| 31      | GER Stefanie Hildebrand       | 25m57s9         |
| 32      | CZE Zuzana Tryznova           | 26m13s5         |
| 33      | SVK Lubomira Kalinova         | 26m18s7         |
| 34      | BLR Vera Kalbianok            | 26m23s2         |
| 35      | BLR Natalia Gaiduk            | 26m31s2         |
| 36      | KOR Jung-Lim Dong             | 26m50s9         |
| 37      | CHN Xu Yinghui                | 26m56s8         |
| 38      | KOR Seon-Su Kim               | 27m59s2         |
| 39      | CAN Kathryn Stone             | 28m10s9         |
| 40      | CAN Alicia Hurley             | 28m28s5         |
| 41      | KOR Mun Hee Choi              | 29m17s3         |
| 42      | CAN Tatiana Vukadinovic       | 29m51s0         |
| 43      | CAN Jytte Apel                | 31m38s8         |
| 44      | TUR Esra Gunes                | 32m08s8         |
| 45      | SRB Branka Kuzeljevic         | 32m47s8         |
| 46      | TPE Yi-Ching Kao              | 37m45s4         |
|         | UKR Svetlana Krykonchuk       | DNF             |

## Misto

### Equipe
Legenda
| Recorde mundial        | Recorde mundial (World record)               |                       | Recorde africano                      | Recorde africano (African) |                                           | Q | Classificado por posição (Qualified) |
| Recorde da Universíada | Recorde da Universíada (Universiade record)  | Recorde da América    | Recorde da América (Americas)         | q                          | Classificado por melhor tempo (Qualified) |   |                                      |
| Melhor marca do ano    | Melhor marca do ano (World leading)          | Recorde asiático      | Recorde asiático (Asian)              | DNS                        | Não largou (Did not start)                |   |                                      |
| Recorde nacional       | Recorde nacional (National record)           | Recorde europeu       | Recorde europeu (European)            | DNF                        | Não terminou (Did not finish)             |   |                                      |
| Recorde pessoal        | Recorde pessoal do atleta (Personal best)    | Recorde da Oceania    | Recorde da Oceania (Oceania)          | DSQ / DQ                   | Desclassificado (Disqualified)            |   |                                      |
| Recorde da temporada   | Recorde da temporada do atleta (Season best) | Recorde sul-americano | Recorde sul-americano (South America) | NM                         | Sem marca (No mark)                       |   |                                      |